# Molí fariner de Torredenuça
El Molí fariner de Torredenuça és una obra de Rubió (Anoia) inclosa a l'Inventari del Patrimoni Arquitectònic de Catalunya.

## Descripció
Ubicat en el Pla de Rubió, se situa a tocar de la Riera de Rubió, tot accedint per un camí a mà dreta abans d'arribar al PK 2 de la carretera BV-1037 i que condueix a la depuradora del terme. Des de sota s'agafa un corriol, a mà esquerra, per on transcorre el GR-7. A uns 10 metres de les instal·lacions de la depuradora es poden observar les restes de parets construïdes amb blocs de pedra seca que constituïen aquest molí. Per damunt del mateix es pot observar les parets de la bassa i el cup vertical, per on queia l'aigua que feia funcionar el mecanisme del molí.

## Història
Antic molí fariner probablement del s. IX o X, segons les referències.